# اریکا یازاوا
اِریکا یازاوا (انگلیسی: Erika Yazawa؛ زاده ۱۵ نوامبر ۱۹۹۰) یک مدل و بازیگر زن اهل ژاپن است.